# إنبينغ
إنبينغ هي مدينة من مدن الصين.

## المناخ
يظهر الجدول التالي التغييرات المناخية على مدار السنة لإنبينغ:
| البيانات المناخية لـإنبينغ                       | البيانات المناخية لـإنبينغ | البيانات المناخية لـإنبينغ | البيانات المناخية لـإنبينغ | البيانات المناخية لـإنبينغ | البيانات المناخية لـإنبينغ | البيانات المناخية لـإنبينغ | البيانات المناخية لـإنبينغ | البيانات المناخية لـإنبينغ | البيانات المناخية لـإنبينغ | البيانات المناخية لـإنبينغ | البيانات المناخية لـإنبينغ | البيانات المناخية لـإنبينغ | البيانات المناخية لـإنبينغ |
| الشهر                                            | يناير                      | فبراير                     | مارس                       | أبريل                      | مايو                       | يونيو                      | يوليو                      | أغسطس                      | سبتمبر                     | أكتوبر                     | نوفمبر                     | ديسمبر                     | المعدل السنوي              |
| ------------------------------------------------ | -------------------------- | -------------------------- | -------------------------- | -------------------------- | -------------------------- | -------------------------- | -------------------------- | -------------------------- | -------------------------- | -------------------------- | -------------------------- | -------------------------- | -------------------------- |
| الدرجة القصوى °م (°ف)                            | 28.5 (83.3)                | 31.1 (88.0)                | 30.3 (86.5)                | 34.7 (94.5)                | 34.9 (94.8)                | 37.1 (98.8)                | 39.2 (102.6)               | 37.8 (100.0)               | 36.5 (97.7)                | 35.5 (95.9)                | 33.5 (92.3)                | 29.8 (85.6)                | 39.2 (102.6)               |
| متوسط درجة الحرارة الكبرى °م (°ف)                | 19.4 (66.9)                | 21.6 (70.9)                | 23.2 (73.8)                | 26.7 (80.1)                | 30.7 (87.3)                | 31.6 (88.9)                | 33.4 (92.1)                | 33.1 (91.6)                | 31.8 (89.2)                | 29.7 (85.5)                | 25.7 (78.3)                | 21.6 (70.9)                | 27.4 (81.3)                |
| المتوسط اليومي °م (°ف)                           | 15.0 (59.0)                | 17.2 (63.0)                | 19.3 (66.7)                | 23.0 (73.4)                | 26.4 (79.5)                | 27.6 (81.7)                | 28.7 (83.7)                | 28.4 (83.1)                | 27.4 (81.3)                | 25.1 (77.2)                | 20.8 (69.4)                | 16.8 (62.2)                | 23.0 (73.4)                |
| متوسط درجة الحرارة الصغرى °م (°ف)                | 12.1 (53.8)                | 14.5 (58.1)                | 16.7 (62.1)                | 20.6 (69.1)                | 23.7 (74.7)                | 25.1 (77.2)                | 25.8 (78.4)                | 25.6 (78.1)                | 24.7 (76.5)                | 22.0 (71.6)                | 17.5 (63.5)                | 13.6 (56.5)                | 20.2 (68.3)                |
| أدنى درجة حرارة °م (°ف)                          | 4.2 (39.6)                 | 5.0 (41.0)                 | 6.9 (44.4)                 | 10.6 (51.1)                | 17.9 (64.2)                | 20.8 (69.4)                | 23.3 (73.9)                | 22.4 (72.3)                | 20.0 (68.0)                | 14.7 (58.5)                | 7.2 (45.0)                 | 3.4 (38.1)                 | 3.4 (38.1)                 |
| الهطول مم (إنش)                                  | 41.2 (1.62)                | 87.7 (3.45)                | 90.2 (3.55)                | 259.8 (10.23)              | 401.5 (15.81)              | 440.8 (17.35)              | 322.5 (12.70)              | 342.3 (13.48)              | 273.1 (10.75)              | 107.0 (4.21)               | 47.9 (1.89)                | 29.8 (1.17)                | 2٬443٫8 (96.21)            |
| متوسط الرطوبة النسبية (%)                        | 71                         | 79                         | 81                         | 84                         | 82                         | 86                         | 82                         | 83                         | 79                         | 71                         | 66                         | 66                         | 78                         |
| المصدر: China Meteorological Data Service Center |                            |                            |                            |                            |                            |                            |                            |                            |                            |                            |                            |                            |                            |

## وصلات خارجية
- الموقع الرسمي